# Elizabeth Mandliková
Elizabeth Hana Mandliková (nepřechýleně: Mandlik, * 19. května 2001 Boca Raton, Florida) je americká profesionální tenistka, dcera československé grandslamové šampionky Hany Mandlíkové. Ve své dosavadní kariéře na okruhu WTA Tour nevyhrála žádný turnaj. V rámci okruhu ITF získala osm titulů ve dvouhře a tři ve čtyřhře.
Na žebříčku WTA byla ve dvouhře nejvýše klasifikována v červnu 2023 na 97. místě a ve čtyřhře v listopadu 2022 na 187. místě. Trénuje ji Bolivijec Emilio Sebastian Eguez Paz. Dříve tuto roli plnil Rumun Gabriel Trifu.

## Soukromý život
Narodila se roku 2001 ve floridském Boca Raton. Jejím dvojčetem je Marek Mandlik, který také hraje tenis. Mimo rodné angličtiny rozumí a trochu hovoří také česky. Matka Hana Mandlíková je bývalá československá tenistka, čtyřnásobná šampionka ve dvouhře grandslamu, a to ziskem dvou titulů na Australian Open a po jednom na French Open a US Open. Dvakrát hrála také ve finále Wimbledonu. Rodina bydlí ve floridském Delray Beach. Část dětství prožila v Bradentonu, v sousedství rodiny Petra Kordy, kde ona a její bratr byli členy akademie IMG, dříve vlastněné Nickem Bollettierim. Děd z matčiny strany byl olympijský sprinter Vilém Mandlík.

## Tenisová kariéra

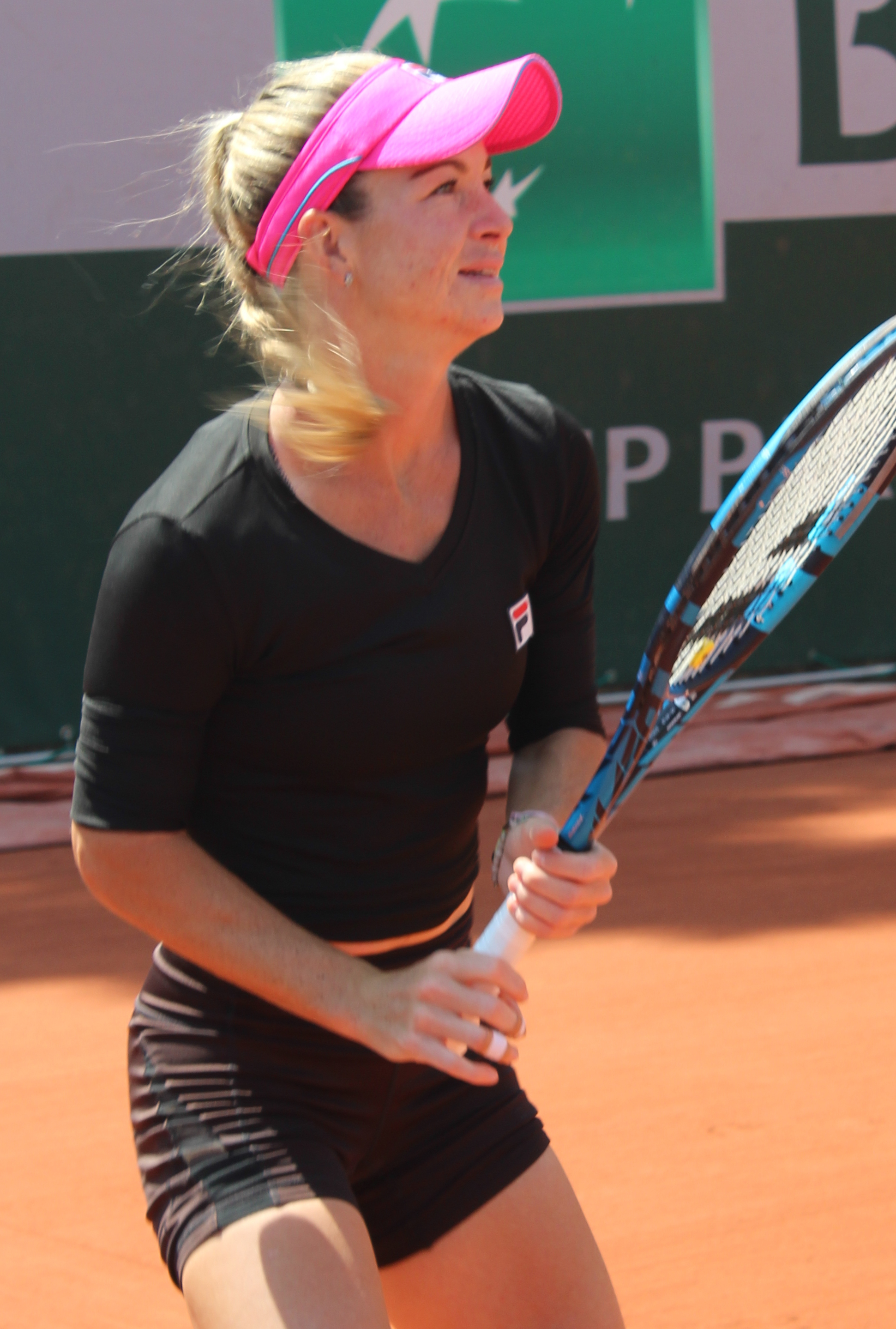
Na French Open 2023

V rámci okruhu ITF debutovala v červenci 2016, když na turnaj v rumunském Târgu Jiu dotovaný 10 tisíci dolary obdržela divokou kartu. V prvním kole uhrála jen tři gamy na třetí nasazenou Rumunku Jaqueline Cristianovou z páté světové stovky. Premiérový titul na této úrovni tenisu vybojovala během července 2018 v rumunském Curtea de Argeș, na turnaji s rozpočtem 15 tisíc dolarů. Ve finále čtyřhry spolu s Rumunkou Andreeou Mituovou přehrály italská dvojčata Annu a Biancu Turatiovy.
, v níž podlehla Waltertové. V hlavní soutěži okruhu WTA Tour debutovala říjnovou čtyřhrou na BGL Luxembourg Open 2019, do níž s krajankou Katie Volynetsovou získaly divokou kartu. Na úvod podlehly druhé nasazené, americko-chilské dvojici Kaitlyn Christianová a Alexa Guarachiová ve dvou setech. V lucemburské kvalifikaci ji stopku vystavila Francouzka Chloé Paquetová. Již v srpnu téže sezóny nastoupila do své první kvalifikace WTA, na newyorském Bronx Open 2019. Po výhře ve druhém kole nad Číňankou Tuan Jing-jing ji do dvouhry nepustila sedmdesátá druhá hráčka žebříčku Fiona Ferrová, přestože získala první sadu.
Debut v grandslamové kvalifikační soutěži zaznamenala na US Open 2021, kde ji v prvním duelu vyřadila stá sedmdesátá žena pořadí Francesca Jonesová po třísetovém průběhu. Do premiérové dvouhry na túře WTA zasáhla na srpnovém Silicon Valley Classic 2022 v kalifornském San José. Na turnaji z kategorie WTA 500 musela jako 240. hráčka žebříčku obdržet divokou kartu již do kvalifikace, k čemuž došlo až 10 minut před rozlosováním. V kvalifikačním kole zdolala dvacátou první tenistku žebříčku Jil Teichmannovou ze Švýcarska. Na úvod dvouhry pak porazila světovou třiatřicítku Alison Riskeovou-Amritrajovou. Poté podlehla světové čtyřce Paule Badosové, když o vítězce rozhodl až tiebreak rozhodující sady. V závěru třetího setu přitom dvakrát podávala na vítězství, ale výhodu prolomeného podání Španělky ani jednou nevyužila.

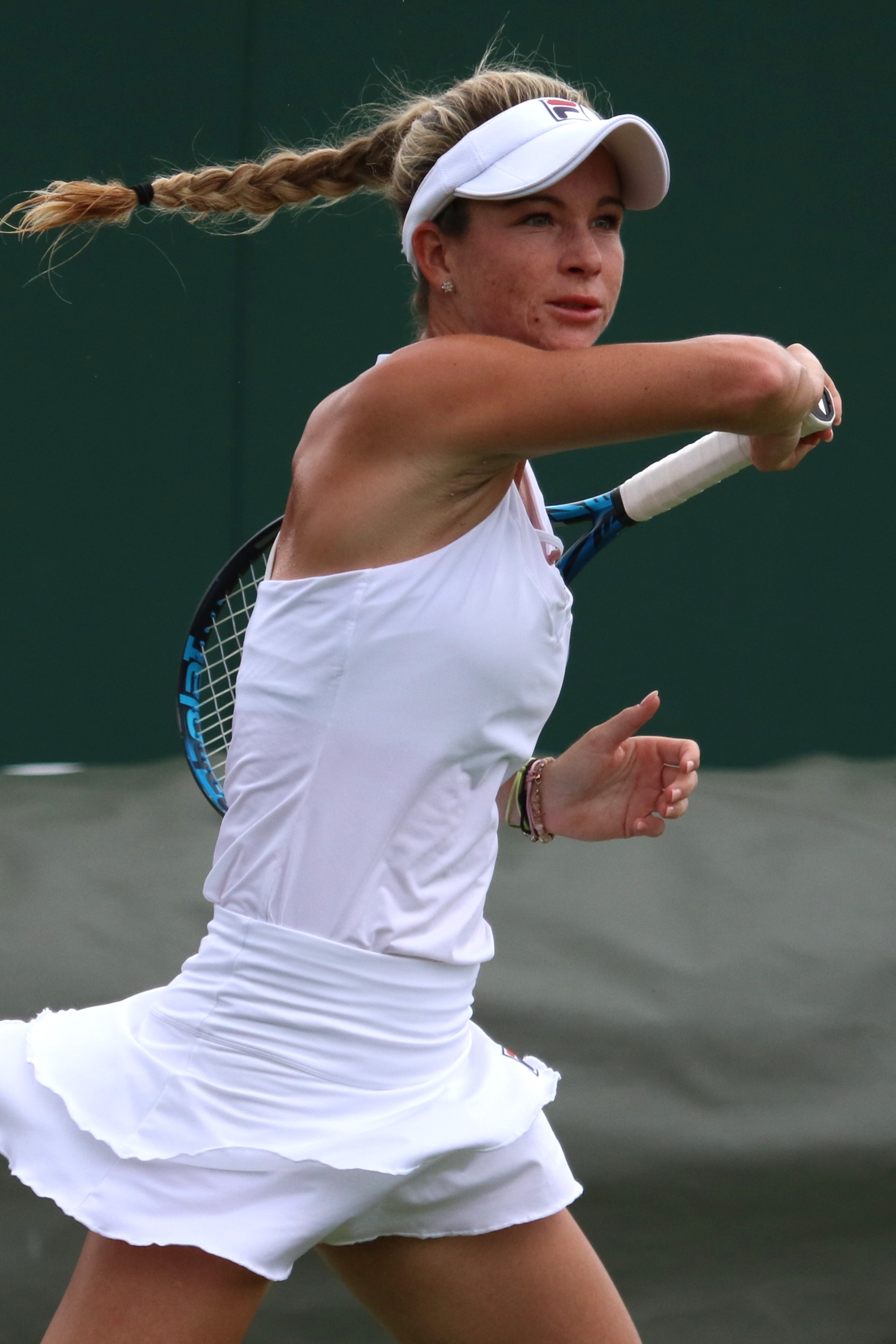
V kvalifikaci Wimbledonu 2023

Během srpna 2022 postoupila do prvního finále 100tisícového turnaje ITF – Koser Jewelers Tennis Challenge, v pensylvánském Landisville, v němž nestačila na turnajovou jedničku Ču Lin. V závěru měsíce pak prožila premiéru v grandslamové dvouhře, když obdržela divokou kartu na US Open 2022. Úvodní hrací den porazila ve třech setech osmdesátou první ženu klasifikace, Slovinku Tamaru Zidanšekovou, než ji vyřadila pozdější finalistka a pátá nasazená Tunisanka Ons Džabúrová. Podruhé si hlavní soutěž majoru zahrála na Australian Open 2023, když postoupila z kvalifikace jako šťastná poražená. V prvním kole však podlehla rumunské světové třicítce Irině-Camelii Beguové ve třech sadách.

## Finále série WTA 125
| Legenda                  |
| ------------------------ |
| D – dvouhra; Č – čtyřhra |
| WTA 125 (0–1 D; 0–1 Č)   |

### Dvouhra: 1 (0–1)
| Stav       | č. | datum       | turnaj          | povrch | soupeřka ve finále | výsledek           |
| ---------- | -- | ----------- | --------------- | ------ | ------------------ | ------------------ |
| Finalistka | 1. | květen 2023 | Reus, Španělsko | antuka | Sorana Cîrsteaová  | 1–6, 6–4, 6–7(1–7) |

### Čtyřhra: 1 (0–1)
| Stav       | č. | datum      | turnaj          | povrch | spoluhráčka       | soupeřky ve finále                   | výsledek |
| ---------- | -- | ---------- | --------------- | ------ | ----------------- | ------------------------------------ | -------- |
| Finalistka | 1. | říjen 2022 | Tampico, Mexiko | tvrdý  | Ashlyn Kruegerová | Tereza Mihalíková Aldila Sutjiadiová | 5–7, 2–6 |

## Tituly na okruhu ITF
| Kategorie okruhu ITF | Kategorie okruhu ITF |
| -------------------- | -------------------- |
| Turnaje W100         | Turnaje W80          |
| Turnaje W75/W60      | Turnaje W50/W40      |
| Turnaje W35/W25      | Turnaje W15/W10      |

### Dvouhra (8 titulů)
| Č. | datum         | turnaj                    | kategorie | povrch | poražená finalistka     | výsledek         |
| -- | ------------- | ------------------------- | --------- | ------ | ----------------------- | ---------------- |
| 1. | březen 2019   | Carson, Spojené státy     | W15       | tvrdý  | Carson Branstineová     | 6–2, 2–6, 6–4    |
| 2. | květen 2019   | Barletta, Itálie          | W15       | antuka | Oana Georgeta Simionová | 6–0, 6–2         |
| 3. | červen 2021   | Monastir, Tunisko         | W15       | tvrdý  | Angelica Raggiová       | 0–6, 6–2, 6–4    |
| 4. | červenec 2021 | Monastir, Tunisko         | W15       | tvrdý  | Angelica Raggiová       | 6–3, 4–6, 6–0    |
| 5. | leden 2022    | Florianópolis, Brazílie   | W25       | tvrdý  | Barbara Gaticová        | 6–0, 6–4         |
| 6. | leden 2022    | Florianópolis, Brazílie   | W25       | tvrdý  | Eva Vedderová           | 6–3, 6–4         |
| 7. | červen 2022   | Wichita, Spojené státy    | W25       | tvrdý  | Kayla Dayová            | 6–3, 6–3         |
| 8. | leden 2025    | Palm Coast, Spojené státy | W35       | antuka | Whitney Osuigweová      | 6–1, 6–7(4), 6–3 |

### Čtyřhra (3 tituly)
| Č. | datum         | turnaj                    | kategorie | povrch | spoluhráčka     | poražené finalistky             | výsledek         |
| -- | ------------- | ------------------------- | --------- | ------ | --------------- | ------------------------------- | ---------------- |
| 1. | červenec 2018 | Curtea de Argeș, Rumunsko | W15       | antuka | Andreea Mituová | Anna Turatiová Bianca Turatiová | 6–4, 7–5         |
| 2. | říjen 2021    | Pretorie, Jižní Afrika    | W25       | tvrdý  | Amina Anšbová   | Jenny Dürstová Nina Stadlerová  | 6–2, 6–2         |
| 3. | listopad 2021 | Naples, Spojené státy     | W25       | tvrdý  | Hanna Changová  | Sü Ťie-jü Jessy Rompiesová      | 6–4, 1–6, [10–7] |